# Мадридска арена
Мадридска арена (шп. Madrid Arena), такође позната и као Телефоника арена (шп. Telefónica Arena) је спортска дворана у Мадриду. Саграђена је 2002. и од те године се на њој игра Мадрид Мастерс. Има капацитет од 12.000 седишта. У хали своје утакмице као домаћини играју кошаркаши Естудијантеса.
У јануару 2013. године је угостила утакмице групе Д светског првенства у рукомету за мушкарце. 